# 朱子洛
朱子洛（英語：Chu Tsz-lok，1991年—），香港民主派人士，民主黨成員，曾任香港油尖旺區議會副主席兼尖東及京士柏選區議員。

## 政治生涯
朱子洛代表民主黨角逐尖東及京士柏選區，最終朱以1,745票，於2019年區議會選舉擊敗爭取連任的鄧銘心當選，成為尖東及京士柏區區議員。
| 政党   | 政党   | 候选人    | 票数  | %     | ±      |
| ------ | ------ | --------- | ----- | ----- | ------ |
|        | 民主黨 | ①. 朱子洛 | 1,745 | 52.69 | 不適用 |
|        | 獨立   | ②. 鄧銘心 | 1,567 | 47.31 | -8.27  |
| 多数票 | 多数票 | 多数票    | 178   | 5.37  | 不適用 |

2021年7月27日，朱子洛當選油尖旺區議會副主席，接替請辭的前油尖旺區議會副主席余德寶。

## 外部連結
- . www.dphk.org.   [30 November 2019]. （原始内容存档于2019-05-23）.
- . www.facebook.com.   [30 November 2019].